# Lippert Peak
Der Lippert Peak ist ein spitzer, felsiger und 1330 m hoher Gipfel in der Heritage Range, der südlichen Hälfte des Ellsworthgebirges im westantarktischen Ellsworthland. Er ragt am Ende eines Felskamms auf, der sich von den Douglas Peaks nach Westen in das vereiste Horseshoe Valley erstreckt. Nur etwa 100 bis 150 Meter seiner Gesamthöhe sind über die ihn umgebenden Eismassen hinaus sichtbar.
Der United States Geological Survey kartierte ihn anhand eigener Vermessungen und Luftaufnahmen der United States Navy aus den Jahren von 1961 bis 1966. Das Advisory Committee on Antarctic Names benannte ihn im Jahr 1966 nach George E. Lippert, der im Rahmen des United States Antarctic Research Program 1965 auf der Palmer-Station tätig war.